# 未来派野郎
『未来派野郎』（みらいはやろう、イタリア語: Futurista）は、日本の作曲家である坂本龍一の6枚目のオリジナル・アルバム。イタリアの詩人であるフィリッポ・トンマーゾ・マリネッティの「未来派」にインスパイアされた作品で、アルバムタイトルにも引用されている。
1986年4月21日にMIDIのSCHOOLレーベルからリリースされた。プロデューサーは坂本、コ・プロデューサーは宮田茂樹と藤井丈司が共同で担当しており、シンセサイザーは主にフェアライトCMIやEmulator IIによるサンプリングと、ヤマハ・DX7を使用しており、プログラミングは主に藤井が担当した。

## 制作
オリジナル・アルバムとしては『音楽図鑑』（1984年）以来1年半ぶりとなった本作は、レコーディングに入る前、坂本はロックのドライブ感の参照として、レッド・ツェッペリンの全アルバムを聴き直している。直前に参加したパブリック・イメージ・リミテッドのアルバム『アルバム』（1986年）でのセッションにおいて、ビル・ラズウェルがレコーディングの合間にツェッペリンを流し、参加メンバーの意識を方向付けていた事の流れを汲んだもので、結果としてそれまでの坂本の作品中最もロック色の濃い仕上がりとなった。
本作の制作時に録音されたが、結果的に未発表となった「Futurista」という楽曲がある。この楽曲は、コンピレーション・アルバム『Year Book 1985-1989』（2018年）に収録されている。また、YMOのメンバーである細野晴臣が作曲を手がけたイモ欽トリオの「ハイスクールララバイ」に影響を受けた歌謡曲風の未発表曲も存在する。

## リリース
1986年4月21日にMIDIのSCHOOLレーベルからからLPレコードとCT、CDの3形態でリリースされ、CDのみボーナス・トラックとして、シングルヴァージョンの「G.T.」が収録されている。
1993年9月21日にCDのみ再リリースされた。

## 批評
| 専門評論家によるレビュー | 専門評論家によるレビュー |
| レビュー・スコア         | レビュー・スコア         |
| 出典                     | 評価                     |
| ------------------------ | ------------------------ |
| CDジャーナル             | 肯定的                   |

『CDジャーナル』は、マリネッティの「未来派」にインスパイアされていることを指摘したうえで、「これからは、混合文化の中からしか新しいものは生まれ得ないとよく言われるが、そういった意味では、よく溶けあっている」と肯定的に評価を下している。

## 収録曲

### LPレコード, CT
| 全作曲: 坂本龍一。 |                            |                                             |            |      |
| #                  | タイトル                   | 作詞                                        | 作曲・編曲 | 時間 |
| 1.                 | 「Broadway Boogie Woogie」 | ピーター・バラカン                          | 坂本龍一   | 4:28 |
| 2.                 | 「黄土高原」               |                                             | 坂本龍一   | 4:28 |
| 3.                 | 「Ballet Mécanique」       | - 矢野顕子 - 翻訳: ピーター・バラカン       | 坂本龍一   | 5:07 |
| 4.                 | 「G.T.IIº」                | - ピーター・バラカン - 日本語原詞: 矢野顕子 | 坂本龍一   | 4:05 |
| 合計時間:          | 合計時間:                  | 合計時間:                                   | 18:08      |      |

| 全作曲: 坂本龍一。 |                             |                                       |            |      |
| #                  | タイトル                    | 作詞                                  | 作曲・編曲 | 時間 |
| 1.                 | 「Milan, 1909」             |                                       | 坂本龍一   | 4:17 |
| 2.                 | 「Variety Show」            |                                       | 坂本龍一   | 3:56 |
| 3.                 | 「大航海 Verso lo schermo」 | - かの香織 - イタリア語翻訳: 細川周平 | 坂本龍一   | 5:23 |
| 4.                 | 「Water is Life」           |                                       | 坂本龍一   | 1:52 |
| 5.                 | 「Parolibre」               |                                       | 坂本龍一   | 3:32 |
| 合計時間:          | 合計時間:                   | 合計時間:                             | 19:00      |      |

### CD
| 全作曲: 坂本龍一。 |                             |                                             |            |      |
| #                  | タイトル                    | 作詞                                        | 作曲・編曲 | 時間 |
| 1.                 | 「Broadway Boogie Woogie」  | ピーター・バラカン                          | 坂本龍一   | 4:28 |
| 2.                 | 「黄土高原」                |                                             | 坂本龍一   | 4:28 |
| 3.                 | 「Ballet Mécanique」        | - 矢野顕子 - 翻訳: ピーター・バラカン       | 坂本龍一   | 5:07 |
| 4.                 | 「G.T.IIº」                 | - ピーター・バラカン - 日本語原詞: 矢野顕子 | 坂本龍一   | 4:05 |
| 5.                 | 「Milan, 1909」             |                                             | 坂本龍一   | 4:17 |
| 6.                 | 「Variety Show」            |                                             | 坂本龍一   | 3:56 |
| 7.                 | 「大航海 Verso lo schermo」 | - かの香織 - イタリア語翻訳: 細川周平       | 坂本龍一   | 5:23 |
| 8.                 | 「Water is Life」           |                                             | 坂本龍一   | 1:52 |
| 9.                 | 「Parolibre」               |                                             | 坂本龍一   | 3:32 |
| 10.                | 「G.T.」                    | - ピーター・バラカン - 日本語原詞: 矢野顕子 | 坂本龍一   | 4:28 |
| 合計時間:          | 合計時間:                   | 合計時間:                                   | 41:36      |      |

## 楽曲解説
1. Broadway Boogie Woogie
  - 坂本にとっては初めての、ブルースコードを使用したロックンロール的ダンスナンバー。曲名は、ピート・モンドリアンのマンハッタンを上から見下ろした様を描いた絵画の題名「ブロードウェイ・ブギウギ」からとられた。
  - ボーカルはバーナード・ファウラー（英語版）と吉田美奈子。曲中流れる男女の会話は、イメージはマリネッティの考案した自由詩のスタイルを用い、映画『ブレードランナー』からワンセンテンスずつ（監督には無許可で）サンプリングして、それぞれ別の場所にあったものを会話風にコラージュされた。間奏のギター・ソロは、当時21歳の鈴木賢司で、当初鈴木は別のフレーズで演奏したが、坂本から「鈴木賢司らしい（ヘヴィーな）演奏を」と注文され録音されたテイクが採用された。サックスはジェームス・ブラウンのバンド、J.B.'sにも在籍していたことで知られるメイシオ・パーカー。
2. 黄土高原
  - 坂本の作品では数少ない、オーソドックスなコード進行を持つ楽曲のひとつ。テクノの呪縛がとけて、いわゆるフュージョン的なテイストが全面に出ている。なお、曲名の「黄土高原」は「こうどこうげん」とも「おうどこうげん」とも発音できるが坂本自身は前者を使用している。
  - エレクトリックピアノの演奏は、手で演奏したものを一度NEC PC-9801対応のカモンミュージック社製の音楽制作ソフト“レコンポーザ”に取り込んで細かくエディットされ、人間とコンピュータの中間の独特なグルーヴを狙っている。16分音符と32分音符の組み合わせによる細かなシーケンスフレーズが曲を通して流れ続けているが、このシーケンスフレーズは、RolandのMC-4とヤマハのDX7で作られている。
  - MC-4は4ヴォイスを全て使って打ち込みがされており、打ち込んだのは坂本本人である。加えて背景に流れているフィルターが変化するシンセのパッドはProphet-5で、MC-4のCV-2にフィルターの変化情報を入力し、フィルター情報はProphet-5に直接繋いで鳴らしている。
  - パッヘルベルのカノンをモチーフとしたコーラスは、吉田美奈子による多重録音による。
  - レコーディング中にたまたま遊びに来た飯島真理が気に入り、歌詞をつけて12インチシングル「遥かな微笑み 〜黄土高原〜」（1986年）としてカバーしている。
3. Ballet Mécanique
  - 坂本が岡田有希子のアルバム『ヴィーナス誕生』（1986年）のために提供した「WONDER TRIP LOVER」を、新たに歌詞を書き換えてセルフカバーした楽曲で、曲名は、ジョージ・アンタイルの代表作からとられた。
  - 時計が時を刻む音や、カメラのフィルムを巻き取る音などをサンプリングしてリズムを組み立てている。
  - ボーカルはバーナード・ファウラー、バッキング・ギターはパール兄弟の窪田晴男がそれぞれ担当し、ギター・ソロは鈴木賢司のプレイ数テイクをサンプリングし継ぎ接ぎしたもの。坂本から鈴木へのギターの注文は「熱暴走を起こしてメーターが振り切ってる感じで、火がついたようにタガが外れた感じで弾きまくっちゃっていいから」。
  - 1999年にTBSのドラマ『ケイゾク』の主題歌として、中谷美紀が「クロニック・ラヴ」のタイトルでカバー（作詞は中谷）。また、2018年にはやくしまるえつこと砂原良徳の共作で映画『ANEMONE／交響詩篇エウレカセブン ハイエボリューション』の挿入歌としてカバーしている[4]。
4. G.T.IIº
  - 先行シングルとしてリリースした「G.T.」のミキシングが異なっているヴァージョン。曲名は「グランツーリスモ」の略で、イタリア語で「大旅行」を意味する。
  - ボーカルはバーナード・ファウラー。ギターは窪田晴男が担当した。
5. Milan, 1909
  - タイトルの「1909」は、フィリッポ・トンマーゾ・マリネッティが『未来派宣言』を発表した年[5]から取られた。
  - 後半から現れる高次倍音を含んだ朗読はヴォコーダーではなく、Macintoshのソフトウェア「Smooth Talker」で作られた合成音で、内容は細川周平による未来派の解説が収録された。曲中に随所に聴こえる歌舞伎の効果音は、アドリブ的に挿入された。
6. Variety Show
  - サンプリング音で組み立てられたヒップホップのビートに、マリネッティの演説がラップとして乗る曲。タイトルはマリネッティ自身が演説会のことを“ヴァラエティ・ショウ”と呼んだため。サンプリングには機械音、放電の音、兵器の音、マリネッティの頃のピアノ曲など、「未来派」のキー・コンセプトに該当する素材を探し出して使われている。音声は「未来派」を意味する「フューチャーリスタ（Futurista）」がサンプリングされている。
7. 大航海 Verso lo schermo
  - 仮タイトルは「機械状無意識」。
  - ヒップホップのビートの上に、オペラ的歌曲を乗せた曲。ジュール・ベルヌの『月世界旅行』のような世界と夢とロマンを、当時細野晴臣が傾倒していたOTT（Over The Top）で表現した。
  - ボーカルは、かの香織。複雑な転調を何度も繰り返す。
8. Water is Life
  - 映画『DUNE/デューン 砂の惑星』（1984年）からの音源を切り刻んで編集したコラージュ音楽。
9. Parolibre
  - 先行シングル「G.T.」のカップリング曲。
  - タイトルはイタリア語で1910年代の未来派の自由詩のことを指す。フィリップ・K・ディックの近未来SFの世界の世界で、2056年ぐらいの遠い惑星に住み、ブロードキャスティングで地球から送られてくる放送を惑星のスペース・カプセルの中で聴いているというイメージで作られ、仮タイトルは「オペラ」であった。
  - 坂本としてはプッチーニのオペラの中の間奏曲のようなつもりで書いている。主題はヘ長調であるのに対し、中間部では変ホ短調に転調する（調性対比）。主題にはショパンの前奏曲第13番嬰ヘ長調からの引用がある。
  - 前半のメロディ部分のオンド・マルトノ（正弦波）は、ヤマハ・DX7によるもの。
  - 後半のボーカルは、かの香織。ギターはアート・リンゼイ。
  - アルバム『1996』（1996年）では、ピアノ三重奏アレンジで再演。
10. G.T.
  - CDのみのボーナス・トラック。本作の先行シングルとして発表された楽曲で、当時すでに坂本のソロ・ライヴが行われることが決定していたため、意識的にライヴで演奏できるアレンジとした。ライヴ・アルバム『メディア・バーン・ライブ』（1986年）には、原曲に忠実なアレンジで収録されている。

## 参加ミュージシャン
- All songs composed, played and programmed by R.S.

| Broadway Boogie Woogie - Alto sax : Maceo Parker Jr. - Vocals : Bernard Fowler and Minako Yoshida - Electric guitar : Haruo Kubota - Guitar solo : Kenji Suzuki 黄土高原 - Background vocals : Bernard Fowler and Minako Yoshida Ballet Mécanique - Vocal : Bernard Fowler - Electric guitar : Haruo Kubota - Guitar solo : Kenji Suzuki - Background vocals : Minako Yoshida, Bernard Fowler and R.S. G.T.IIº - Vocal : Bernard Fowler - Electric guitar : Haruo Kubota - Background vocals : Minako Yoshida | Milan, 1909 - Text : Shuhei Hosokawa 大航海 Verso lo schermo - Vocal : Caoli Cano Parolibre - Vocalese : Caoli Cano - Electric guitar : Arto Lindsay G.T. - Vocal : Bernard Fowler - Electric guitar : Haruo Kubota - Background vocals : Minako Yoshida |

## リリース履歴
| No. | 日付          | 国名 | レーベル      | 規格       | 規格品番  | 備考                      |
| --- | ------------- | ---- | ------------- | ---------- | --------- | ------------------------- |
| 1   | 1986年4月21日 | 日本 | MIDI / SCHOOL | LPレコード | MIL-1015  |                           |
| 1   | 1986年4月21日 | 日本 | MIDI / SCHOOL | CT         | MIT-1015  |                           |
| 1   | 1986年4月21日 | 日本 | MIDI / SCHOOL | CD         | 35MD-1015 | ディスクジャケット2種あり |
| 2   | 1993年9月21日 | 日本 | MIDI / SCHOOL | CD         | MDCL-1245 | 再発盤                    |